# Acronicta hercules
Acronicta hercules är en fjärilsart som beskrevs av Felder 1874. Acronicta hercules ingår i släktet Acronicta och familjen nattflyn. Inga underarter finns listade i Catalogue of Life.